# Paul Lacombe (homme politique)
Pour les articles homonymes, voir Paul Lacombe et Lacombe.
Bertrand Thomas Paul Lacombe, dit Paul Lacombe (1833-1903), est un homme politique français.
Né à Châlus (Haute-Vienne), Paul Lacombe suit des études de médecine avant de s'installer comme praticien à Montbron en Charente.
Républicain, il est élu maire de Montbron, puis conseiller général, puis sénateur de la Charente de 1901 à 1903.

### Sources
- « Paul Lacombe (homme politique) », dans le Dictionnaire des parlementaires français (1889-1940), sous la direction de Jean Jolly, PUF, 1960 [détail de l’édition]